# Сибиряк (футбольный клуб)
«Сибиря́к» — российский футбольный клуб из Иркутской области города Братска.

## Прежние названия
- 1967—1969: «Пурсей»
- 1970—1973: «Сибиряк»
- 1976—1978: «Энергия»
- с 1997 — «Сибиряк»

## История
Историю участия команд Братска в первенствах страны можно условно разделить на четыре этапа, каждый из которых связан с новым названием команды. Началось всё в 1967 году, когда «Пурсей» был включён в число участников Первенства СССР среди команд класса «Б». Под этим названием команда выступала три сезона (при этом дважды занимая 8-е место). На смену ему пришёл «Сибиряк», который в 1973 году выиграл зональный турнир первенства СССР среди команд второй лиги. В финале, где встретились победители зон, «Сибиряк» выступил не слишком удачно. После этого команда была расформирована.
Возвращение состоялось в 1976 году, когда среди участников первенства СССР оказалась «Энергия». За три отведённых ей года она ничем себя не проявила. После того, как в 1978 году «Энергия» заняла последнее место, Братск вновь лишился места в первенстве страны. Очередное возрождение команды произошло только через 20 лет.
В 1998 году «Сибиряк» дебютировал в первенстве России среди команд второй лиги. За 14 лет участия в этом турнире «Сибиряк» зарекомендовал себя крепким середняком.
В 2014 из-за финансовых сложностей клуб был расформирован и объявил себя банкротом.
В мае 2025 года было объявлено,что клуб будет выкуплен российским инвестором. По данным издания SHOT новым владельцем станет российский предприниматель,совладелец фирмы  GVI Group, Галкин Артём Владимирович.